# Раамату
Ра́амату (эст. Raamatu), ранее Ту́ски (эст. Tuski) — деревня в волости Мулги уезда Вильяндимаа, Эстония.
До административной реформы местных самоуправлений Эстонии 2017 года входила в состав волости Абья (упразднена).

## География и описание
Расположена у границы с Латвией, в 41 км к юго-западу от уездного центра — города Вильянди. Высота над уровнем моря — 75 метров.  
На территории деревни расположено озеро Кырви.
Климат умеренный. Официальный язык — эстонский. Почтовый индекс — 69308.

## Население
По данным переписи населения 2021 года, в Раамату насчитывалось 19 жителей, из них 16 (84,2 %) — эстонцы.
По данным переписи населения 2011 года в  деревне проживали 18 человек, из них 17 (94,4 %) — эстонцы.
Численность населения деревни Раамату по данным переписей населения:
| Год  | 1959 | 1970 | 1979 | 1989 | 2000 | 2011 | 2021 |
| ---- | ---- | ---- | ---- | ---- | ---- | ---- | ---- |
| Чел. | 40   | ↘ 29 | ↗ 39 | ↘ 34 | ↘ 30 | ↘ 18 | ↗ 19 |

## История
Название Раамату представлено в волостных записях с 1930-х годов и в переводе с эстонского означает «Книжная». В окрестностях деревни Раамату есть верховое болото Раамату и течёт ручей Раамату. Вместе с тем, это название, вероятно, было в народе этимологически переосмыслено (“ручей Раамату получил своё название потому, что здесь утонул еврейский купец со связкой книг”). В хронике Реннера описывается, как русские войска вторглись в 1560 году в Саарде, где сожгли мызы и деревни, в их числе была деревня Рамкуль (Ramkull).  На латвийской стороне есть хутора Яунраматас (латыш. Jaunramatas), Лейасраматас (латыш. Lejasramatas) и Векраматас (латыш. Vecramatas). Ручей Раамату на латвийской стороне продолжается как правый приток реки Салаца и называется Рамата (латыш. Ramata), в его нижнем течении в 1970—1980-х годах сформировался населённый пункт Рамата (латыш. Ķīši). 
До земельной реформы 1919 года деревня принадлежала мызе Сарахоф (нем. Saarahof, Яэрья, эст. Jäärja mõis). В источниках 1922 и 1930 годов деревня была записана как (эст. Tuski).
В 1977 году, в период кампании по укрупнению деревень, с Раамату была объединена деревня Яэрья (эст. Jäärja).
В советское время на территории деревни (в настоящее время — на частной земле) был установлен памятный камень советским военнопленным, погибшим в годы Второй мировой войны, с надписью  «Здесь 20 сентября 1944 года фашистами были убиты 19 советских военнопленных». В протоколе от 30 ноября 2022 года рабочая группа по советским памятникам при Госканцелярии Эстонии  признала памятник «красным монументом», подлежащим удалению из общественного пространства. Памятник был ликвидирован в 2023 году (см. Список советских военных памятников Эстонии).